# Fasken (Texas)
Fasken est une ville fantôme du comté d'Andrews, dans l'ouest du Texas, aux États-Unis. Elle était située dans l'est de la partie centrale du comté et est fondée en 1917 par la Midland Farms Company,.
La communauté a rapidement eu une gare, un magasin, un hôtel, un salon de coiffure, une école, un zoo et de nombreux terrains urbains sont vendus, mais peu d'acheteurs s'y sont effectivement installés. En 1923, de fortes pluies détruisent une grande partie de la voie ferrée et le chemin de fer est abandonné, en 1925. Fasken décline rapidement et disparaît complètement au début des années 1930.

### Source de la traduction
- (en) Cet article est partiellement ou en totalité issu de l’article de Wikipédia en anglais intitulé « Fasken, Texas » (voir la liste des auteurs).